# المنزل في شارع المانجو
"المنزل في شارع المانجو" هي رواية صدرت في عام 1984 للكاتبة المكسيكية الأمريكية ساندرا سيسنيروس، تتكون الرواية من سلسلة من القصص القصيرة وتروي قصة إسبيرانزا كورديرو وهي فتاة شيكانا تبلغ من العمر 12 عامًا تعيش في حي هيسباني في شيكاغو، تستند الرواية جزئيًا إلى تجربة سيسنيروس الشخصية وتتابع قصة إسبيرانزا على مدار سنة واحدة في حياتها؛ حيث تبلغ سن المراهقة وتبدأ في مواجهة حقائق الحياة كشابة في مجتمع فقير وذو طابع أبوي، تتداخل عناصر الثقافة المكسيكية الأمريكية ومواضيع الطبقة الاجتماعية والعرق والجنس والهوية في جميع أنحاء الرواية.
يُعتبر "المنزل في شارع المانجو" رواية كلاسيكية حديثة في الأدب الشيكانو وقد استحوذت على اهتمام الدراسات الأكاديمية في مجال الدراسات الشيكانية والنظرية النسوية، حققت الرواية نجاحًا كبيرًا حيث بيعت أكثر من 6 ملايين نسخة وتُرجمت إلى أكثر من 20 لغة مختلفة، تعتبر قراءة هذا الكتاب إلزامية في العديد من المدارس والجامعات في جميع أنحاء الولايات المتحدة.
كانت رواية "المنزل في شارع المانجو" واحدة من الكتب الأكثر مبيعًا وفقًا لصحيفة "نيويورك تايمز" ، كما حصدت على العديد من الجوائز الأدبية الرئيسية بما في ذلك جائزة الكتاب الأمريكية من مؤسسة "قبل كولومبوس".
تم تحويل الرواية إلى مسرحية من قبل تانيا ساراتشو وعُرضت في شيكاغو في عام 2009.
بسبب طرح قضايا حساسة مثل العنف المنزلي وسن البلوغ والتحرش الجنسي والعنصرية فقد واجهت الرواية تحديات وتهديدات بالرقابة، مع ذلك فإنها لا تزال تعتبر رواية قوية تتناول مرحلة النضج وتعد قطعة أساسية في
الأدب للعديد من الشباب.

## الخلفية
تناقش ساندرا سيسنيروس في روايتها "المنزل في شارع المانجو"  الارتباط بين تجاربها الشخصية وحياة
الشخصية الرئيسية إسبيرانزا، كما تشارك سيسنيروس مع إسبيرانزا الأصل المكسيكي الأمريكي والنشأة في حي
هيسباني في شيكاغو مع ذلك يوجد بعض الاختلافات، مثلًا في حين أن لإسبيرانزا أخوين وأختًا فإن سيسنيروس
كانت "الابنة الوحيدة في عائلة مكونة من سبعة أطفال"، أشارت سيسنيروس في وقت سابق إلى أنها كانت تشعر
بالعزلة في كثير من الأحيان بسبب كونها الفتاة الوحيدة في عائلة تتألف من الأولاد، تعزو سيسنيروس"دافعها
للكتابة وإنشاء القصص" إلى "الوحدة التي عاشتها خلال تلك السنوات التكوينية".
أثناء إتمامها درجة الماجستير في الكتابة الإبداعية في ورشة الكتابة بجامعة آيوا اكتشفت سيسنيروس للمرة
الأولى مشاعر "الاختلاف العرقي الذاتي"، شعرت في ذلك الوقت بالتهميش نتيجة كونها "شخصًا له لون البشرة
مختلف وامرأة قادمة من خلفية اجتماعية متواضعة". ذكرت في مقابلة سابقة غير محددة التوقيت أنها خلال
دراستها العليا وعندما بدأت في كتابة رواية "المنزل في شارع المانجو" وجدت نفسها تواجه بيئة أكاديمية
محبطة للغاية. لاحظت أن خلفيات زملائها كانت مختلفة تمامًا عن خلفيتها الشخصية، أدركت أن لديها القليل من
الأشياء المشتركة معهم: "كنت غاضبة جدًا ومرتبكة لدرجة أنني وددت الاستسلام ولكنني وجدت طريقة
للكتابة... كرد فعل على وجودي هناك، أصبح لدي شارع المانجو تقريبًا كالطريق لتأكيد أن هذه هي هويتي،
أصبحت لها علمي الخاص"، كونت سيسنيروس إسبيرانزا من هذه المشاعر الشخصية للاغتراب.

## الملخص
تتناول رواية "المنزل على شارع المانجو" سنوات التكوين لإسبيرانزا كورديرو وهي فتاة من شيكانا صغيرة في
السن تعيش في حي فقير في شيكاغو مع والديها وثلاثة أشقاء، كانت عائلتها تتنقل كثيرًا قبل أن يستقروا في منزلهم
الجديد في شارع المانجو وهو منزل صغير ومتهالك من الطوب الأحمر المتفتت، رغم أنه ليس كما كانت تحلم به إلا
أن والدي إسبيرانزا يؤكدان أن شارع المانجو هو مجرد محطة مؤقتة قبل أن يصلوا إلى المنزل الموعود، على
الرغم من أن المنزل الجديد يعد تحسينًا كبيرًا عن سكن عائلتها السابق إلا أن إسبيرانزا تعبر عن استيائها تجاه
منزلها الجديد لأنه ليس منزلاً "حقيقيًا " مثل تلك التي رأتها على التلفاز، تتوق إسبيرانزا لامتلاك منزل أبيض خشبي
يحتوي على فناء كبير والعديد من الأشجار وتشعر بالاختناق في حياتها في شارع المانجو وتتوق للهروب، بدأت
بكتابة الشعر للتعبير عن هذه المشاعر. تبدأ إسبيرانزا الرواية بوصف مفصل للسلوكيات والخصائص الدقيقة لأفراد
عائلتها وجيرانها غير العاديين مما يقدم صورة عن الحي وأمثلة على العديد من الأشخاص المؤثرين المحيطين بها،
تصف أيضًا الوقت الذي تقضيه مع شقيقتها الصغرى نيني وفتاتين أكبر سنًا تصادقهما في الحي وهن آليسيا الطالبة
المتفوقة في الجامعة التي فقدت والدتها ومارين التي تقضي أيامها في رعاية أبناء عمومتها الصغار. تسلط إسبيرانزا
الضوء على اللحظات الهامة والمعبرة في حياتها الشخصية وحياة مجتمعها، حيث تشرح بشكل رئيسي المصاعب
التي يواجهونها، مثل اعتقال جارتها بتهمة سرقة سيارة أو وفاة عمتها لوب.
مع تقدم القصص القصيرة تنضج إسبيرانزا وتطور وجهة نظرها الخاصة تجاه العالم من حولها، تدخل إسبيرانزا في
مرحلة البلوغ وتتغير جنسياً وجسدياً وعاطفياً؛ حيث تبدأ في ملاحظة والتمتع بالاهتمام الذكوري ثم تصادق سالي
وهي فتاة جذابة تضع مساحيق التجميل بشكل مبالغ وترتدي ملابس مثيرة، تتعرض للعنف الجسدي وتُمنع من
مغادرة المنزل من قِبل والدها شديد التدين، تتعرض صداقة سالي وإسبيرانزا للخطر عندما تتخلى سالي عن
إسبيرانزا من أجل فتى في مهرجان مما يترك إسبيرانزا تعرض نفسها للتحرش الجنسي من قبل مجموعة من
الرجال. تروي إسبيرانزا حوادث التحرش الأخرى التي واجهتها كتحرش رجل أكبر سنًا يقوم بتقبيلها بالقوة في أول
وظيفة لها كذلك تجارب إسبيرانزا المؤلمة وملاحظاتها حول النساء في حيها؛ حيث يسيطر الرجال على حياتهن
وهذا ما يزيد من رغبتها في مغادرة شارع المانجو، عندما تلتقي إسبيرانزا بعمات راشيل ولوسي اللواتي يتنبأن لها
بالمستقبل تدرك أن تجاربها في شارع المانجو قد شكلت هويتها وستظل معها حتى لو غادرته، في النهاية من
الرواية تعاهد إسبيرانزا على أنه بعد مغادرتها ستعود لمساعدة الأشخاص الذين تركتهم وراءها.

## الهيكل
الرواية مكونة من أربع وأربعين قصة قصيرة مترابطة بأطوال متفاوتة تتراوح بين فقرة أو فقرتين وعدة صفحات.
الشخصية الرئيسية هي؛ إسبيرانزا التي تروي هذه القصص القصيرة من منظور الشخص الأول وبالزمن الحاضر.
في ملحق الطبعة الخامسة والعشرين لرواية "المنزل في شارع المانجو"، علقت سيسنيروس على الأسلوب الذي
طورته لكتابتها قائلة: "تجربة وخلق نص موجزًا ومرنًا مثل الشعر وتقسيم الجمل إلى اجزاء حتى يتوقف القارئ
وتجعل كل جملة تخدمه وليس العكس وتتخلى عن علامات الاقتباس لتبسيط الطباعة وجعل الصفحة بسيطة وقابلة
للقراءة قدر الإمكان"، أرادت سيسنيروس أن يكون النص قابلاً للقراءة بسهولة من قبل الأشخاص الذين تتذكرهم من
شبابها، خاصة الأشخاص الذين يقضون طوال اليوم يعملون مع القليل من الوقت المخصص للقراءة. بكلماتها:
"أردت شيئًا يكون مفهومًا لشخص يعود إلى المنزل وأقدامه تؤلمه مثل والدي."
كتبت سيسنيروس مقدمة جديدة للرواية في عام 2009 وهنا تضم بعض الملاحظات حول عملية كتابة الكتاب، كانت
قد ابتكرت العنوان "المنزل في شارع المانجو" وتحت هذا العنوان ضمنت العديد من القصص والقصائد والقصص
القصيرة التي كتبتها بالفعل أو كانت قيد الكتابة، تضيف أنها لا تعتبر الكتاب رواية ولكنه "جرة أزرار" أي مجموعة
من القصص غير المتناسقة، كُتبت هذه القصص على مدار فترات زمنية مختلفة؛ حيث تمت كتابة الثلاثة الأولى في
آيوا كمشروع جانبي وذلك لأن سيسنيروس كانت في تلك الفترة تدرس للحصول على درجة الماجستير في الفنون.
عندما أرادت سيسنيروس تنسيق هذا الكتاب رغبت أن يكون "كتابًا يمكن فتحه في أي صفحة وما زال منطقيًا للقارئ
الذي لا يعرف ماذا جاء قبله أو بعده" وتقول إن الأشخاص الذين كتبت عنهم كانوا حقيقيين وهم مزيج من الأشخاص
الذين التقت بهم على مر السنين، جمعت أحداث الماضي والحاضر معًا حتى يكون للقصة بداية ووسط ونهاية
متضمنةً جميع المشاعر التي تشعر بها.

## الشخصيات
إسبيرانزا كورديرو - كتبت رواية البيت في شارع المانجو من خلال عيون إسبيرانزا كورديرو وهي فتاة في سن
المراهقة تعيش في حي لاتيني للطبقة العاملة في شيكاغو، إن إسبيرانزا مفتونة بفكرة كونها امرأة أمريكية من أصل
مكسيكي في شيكاغو مما يعكس الكاتبة نفسها قبل 15 عامًا فقط من نشر هذا الكتاب، نتابع هذه الشابة وهي تدخل
سن النضج الجنسي ونرصد صراعها اللانهائي لتحقيق إمكانيات جديدة لنفسها، يواجه القارئ أيضًا إسبيرانزا وهي
تعيش بين ثقافتين وهي الثقافة المكسيكية التي تواجهها من خلال والديها والثقافة الأمريكية التي تجد نفسها تعيش
فيها، نرى إسبيرانزا طوال الكتاب ترفض مجتمعها الشيكانو كوسيلة لتشكيل هويتها الخاصة وتأسيسها.
كما يوحي اسمها، إسبيرانزا"شخصية أمل 'امرأة قوية' في سعيها المعقد نحو التحول الشخصي والجماعي"، تستخدم
إسبيرانزا منزلها في شيكاغو لتسأل عن مجتمعها والعادات الثقافية التي تثقل عليها بسبب هويتها كشابة شيكانا.
تراقب نساء مجتمعها لتجد قدوة لها وتنظر إلى جوانبهن السلبية والإيجابية وتستخدم ما تعلمته من مراقبتها لبناء
هوية لنفسها.
ماجدالينا "نيني" كورديرو - أخت إسبيرانزا الصغرى تذكر البطلة أنهما مختلفتان جدًا عن بعضهما البعض ووصفت
بأنها تمتلك شعرًا زلقًا أو شديدة النعومة.
راشيل ولوسي جيريرو - هما شقيقتان في نفس عمر إسبيرانزا ونيني من ولاية تكساس ولكنهما يعيشان الآن في
شارع المانجو، يشتريا دراجة قديمة معًا ويشتركان في استخدامها بينهما، وصفت بأن لديهما "شفاه ممتلئة" مثل باقي
أفراد عائلتهم، يشتركون جميعًا في لحظة في الكتاب حيث يجربون الكعب العالي معًا حتى يحاول رجل إقناع راشيل
بأن تقبله، أي عندما يتخلون عن "الجمال".
سالي - واحدة من أقرب أصدقاء إسبيرانزا وتذكر في العديد من القصص القصيرة في الرواية، يوجد فصل قصير
كامل مكرس لهذه الشخصية، تصفها الكاتبة بأنها "الفتاة ذات العيون المصرية و جوارب النايلون بلون الدخان" هذه
هي العبارة الأولى في الفصل ويبدو أنها تجسد نوع الأحلام التي تحملها سالي لنفسها، تشعر البطلة بجاذبية طريقة
سالي في التصرف وتعتبرها صديقة حقيقية وتحب أن تكون بقربها.
تبدو أن سالي تمثل دورة العنف المنزلي والقمع الذي يعاني منه النساء في شارع المانجو، إنها يائسة تمامًا لإيجاد
رجل يتزوجها للهروب من الضرب وسوء المعاملة التي تتعرض لها من والدها في المنزل، يمكن رؤية هذه "الدورة
الشرسة"  أو "الحلقة المفرغة" عندما تذهب إسبيرانزا وتخبر والدة سالي أن ابنتها في حديقة مع ثلاثة أولاد وتتجاهل
الأم هذا تمامًا فالأم لا تبدو متفاجئة أو قلقة، تعتني الأم بجروحها وكدماتها مما يسمح للعنف أن يستمر وكلتا الأم
والابنة تعطيان عذرًا للأب، إن الحقيقة المجردة أن سالي تتزوج في سن مبكر جدًا من رجل ينتهي به الأمر
بمعاملتها تمامًا كما يفعل والدها وتظهر كيف أن هذه الدورة متجذرة بشكل كبير في طريقة حياة الكثير من النساء
وتنتقل من جيل إلى جيل، تشفق الكاتبة على هذه الشخصية دون أن تلومها على ما حدث لها وذلك لأن سالي كانت
صغيرة جدًا وغير ناضجة لفهم محيطها بشكل كامل ولإيجاد طريقة للخروج.
مارين - ابنة عم عائلة لوي وجيران عائلة إسبيرانزا التي جاءت للإقامة من بورتوريكو، هي أكبر سنًا من إسبيرانزا
وترتدي نسيج من النايلون الداكن والكثير من مساحيق التجميل، لديها صديق في بورتوريكو وتفتخر بأشياء تذكارية
منه أمام الفتيات الصغيرات قائلة إنه وعدها بأنهم سيتزوجون قريبًا، تحترم إسبيرانزا مارين كشخصية حكيمة تعرف
الكثير من الأشياء. قدمت مارين الكثير من النصائح للفتيات الصغيرات وكانت ترتدي تنانير قصيرة وتتميز بعينيها
الجميلتين، تلقت الكثير من الاهتمام ومع ذلك ستتذكر البطلة دائمًا أنها كانت تنتظر تغييرًا وشيئًا لم يحدث أبدًا، تمثل
هذه الشخصية العديد من النساء الشابات في الحي.
والدة إسبيرانزا هي إحدى أوصافها الأولى تقول إن لديها شعرًا يشبه الورود الصغيرة مثل دوائر الحلوى الصغيرة
المجعدة من الدبابيس التي تستخدمها لشعرها، إن رائحة والدتها تجعلها تشعر بالأمان فهي ركيزتها وترغب في
الأفضل لإسبيرانزا، إن الفصل القصير "بسكويتة ذكية" مخصصة لوالدتها. تستطيع والدتها التحدث بلغتين وتجيد
غناء الأوبرا والقراءة والكتابة وهي ماهرة في الأعمال المنزلية، كانت يمكن أن تكون أي شيء تريده ومع ذلك تندم
على عدم ذهابها إلى أي مكان وانسحابها من المدرسة، عبرت والدتها عن اشمئزازها لأنها تركت المدرسة لعدم
امتلاكها ملابس جميلة، على مدار فصول الكتاب نلاحظ تشجيع والد إسبيرانزا على مواصلة الدراسة، تُوصف
والدة إسبيرانزا بالطاعة والطبع السهل.
أليسيا - أليسيا هي امرأة شابة تعيش في حي إسبيرانزا تذهب إلى الجامعة ولها والد يُعتقد أنه يسيء معاملتها ويترك
لها جميع المهام المنزلية، تواجه أليسيا العديد من التحديات حيث كان من غير المألوف في تلك الفترة أن يلتحق
النساء بالجامعة وخاصة الفتيات اللاتينيات ذوات الدخل المنخفض حيث أن المجتمع يحكم عليها بذلك، ومع ذلك
يُعتقد أن أليسيا هي قدوة لإسبيرانزا، حضور أليسيا للجامعة يسمح لها بالهروب من مجتمعها ورؤية العالم الخارجي.
عند عودتها إلى الحي من المدرسة يبدو أن أليسيا قد تطورت إلى احتقار للمجتمع الثقافي لشارع المانجو وتلاحظ
إسبيرانزا أنها "مغرورة"، طوال الرواية تتمنى إسبيرانزا أن تتعلم من أليسيا ولكن في نهاية المطاف ترغب أليسيا
في أن تكون أمريكية حقيقية وأن يكون المجتمع جزءًا فقط من ماضيها.
أليسيا هي مصدر إلهام لإسبيرانزا وتستمع لحزن إسبيرانزا عندما يكون لديها أحد آخر للتحدث إليه، تتعلم إسبيرانزا
الكثير من أليسيا ونمط حياتها؛ حيث تدرك أن أليسيا لا ترغب في "قضاء حياتها بأكملها في مصنع أو وراء مدقة
للعجين" وبدلاً من ذلك تسعى للالتحاق بالجامعة والدراسة بجد، تلعب أليسيا دورًا كبيرًا في فهم هوية إسبيرانزا
وعلاقتها بشارع المانجو، تؤكد العلاقة الحميمة بين الاثنين قائلة "سواء أعجبك أم لا أنكِ [إسبيرانزا] أحد سكان
شارع المانجو".
العمة لوب - تظهر العمة لوب في الأساس في القصة القصيرة "ولدت سيئة" أو "مولودة سيئة" حيث تلوم إسبيرانزا
نفسها على تقليد عمتها المحتضرة، يُعتقد أن العمة لوب "تمثل السلبية التي يُحتَرم بها المرأة كثيرًا في الثقافة
المكسيكية، هذه السلبية التي تجعل المرأة مقبولة لأي شيء يختاره المجتمع الأبوي لهم"، تزوجت العمة لوب
وأنجبت أطفالًا وكانت زوجة مطيعة في المنزل، إلا أنها عانت من مرض أعاقها وأبقاها مستلقية على السرير،
تصف إسبيرانزا كيف أصيبت عمتها بالعمى و"عظامها أصبحت لينة كالديدان"، يُعتقد أنها تمثل العذراء مريم
غوادالوبيه؛ حيث يكون اسمها الصحيح غوادالوبيه، تشجع العمة لوب أيضًا إسبيرانزا على متابعة الكتابة، حيث
تقول لـ إسبيرانزا إن "الكتابة ستبقيها حرة"، تموت العمة لوب في النهاية بسبب مرضها.

## الموضوعات
الجنس
لوحظ من قبل النقاد أن رغبة إسبيرانزا في التحرر من حيها ليست محصورة في رغبتها في الهروب من الفقر
فحسب، بل تشمل أيضًا الهروب من الأدوار الجنسية الصارمة التي تجد أنها مقيدة بها في ثقافتها. اكتشاف إسبيرانزا
لقيمها النسوية الخاصة بها التي تتعارض مع الأدوار المنزلية المفروضة على النساء الشيكانا يشكل جزءًا حاسمًا من
تطور شخصيتها طوال الرواية، حيث كرست سيسنيروس الرواية "للنساء" تماشيًا مع هذه الفكرة.
تكافح إسبيرانزا ضد الأدوار الجنسية التقليدية في ثقافتها الخاصة والقيود التي تفرضها ثقافتها على النساء، تكتب
العالمة جان وايت مستشهدةً بجلوريا أنزالدوا بأن "الأساطير الاجتماعية المكسيكية المتعلقة بالجنس تتجسد بقوة
خاصة في ثلاثة رموز: "جوادالوبي وهي لأم العذراء التي لم تتخلى عنا ولا تشينجادا (مالينشي) وهي الأم المغتصبة
التي تركناها ولا يورونا وهي الأم التي تبحث عن أطفالها المفقودين"، حسب الأدلة الواردة من كتّاب النسوية الشيكانا
تطارد هذه الأمهات الثلاث "الجنسية والهوية الأموية للنساء المكسيكيات والشيكانا المعاصرات".
كل شخصية أنثوية في الرواية محاصرة بشريك عنيف والأمومة في سن المراهقة والفقر باستثناء إسبيرانزا، حيث
تجد إسبيرانزا طريقة للخروج من القمع الأبوي، إن الدرس الذي ترغب سيسنيروس في التعبير عنه هو أن هناك
دائمًا سبيل للخروج للنساء اللواتي يربطهم شيء ما. تقدم الناقدة ماريا إلينا دي فالديس حجة بأن النوع الاجتماعي
يلعب دورًا كبيرًا في قمع النساء؛ إذ يجبرهم على التقليل من أنفسهم لخدمة الآخرين وخاصة في الحياة المنزلية،
متقول دي فالديس من خلال كتاباتها أن إسبيرانزا تخلق نفسها كموضوع في قصتها الخاصة وتبتعد عن هذه التوقعات الجنسية.
في مقال يركز على دور الكعب العالي في النص تؤكد ليليانا بوركار أنها تقدم "تحليلاً نقدياً" للدور الذي تلعبه مثل
هذه السمات الأنثوية في بناء صورة النفس للشابات، يُشدد على أن الكعب العالي لا يقيّد فقط أقدام النساء فحسب بل
يقيّد أيضًا دورهم في المجتمع، تُمنح إسبيرانزا وصديقاتها أحذية كعب عالٍ لارتدائها كجزء من طقوس تدشين غير
رسمية في مجتمعهم والمجتمع بشكل عام، نشاهد ذلك في الفصل القصير بعنوان "عائلة الأقدام الصغيرة" الذي
يحكي قصة أم تعرّف بناتها على الكعب العالي مما يترك الفتيات في حالة سعادة أولية كما لو أنهن سندريلا، مع ذلك
يُصف هذا أيضًا بأنه تجربة مروعة بالنسبة لإحدى الفتيات؛ حيث تشعر بأنها لم تعد هي نفسها وأن قدمها لم تعد
قدمها وأن هذا الحذاء يفصل المرأة تقريبًا عن جسدها، كما تلاحظ بوركار "بعد أن تُعرضن لدرس عن معنى أن
تكون امرأة بالغة في مجتمع الأبوي الحالي في أمريكا يقررون التخلص من حذاء الكعب العالي الخاص بهم."
تعبّر بوركار عن حياة إسبيرانزا كورديرو كواحدة من "المضادات" للحياة المحتومة التي تعيشها الشخصيات
النسائية الأخرى، إن النساء لديهم أحلام ولكن بسبب ظروفهم ودور الاستعباد الدائرة في قوى المجتمع الأبوي يتم
تقييدهم بنفس المصير للنساء اللواتي سبقوهم، مصير يتمحور حول كونهم زوجات وأمهات بدوام كامل في المنزل.
تتشكل شخصية إسبيرانزا خارج تلك القيود الجنسانية وهي الوحيدة التي تتمرد، إن اختيار وضع الأحداث في فترة
الطفولة المبكرة أمر مهم لأنها الفترة التي يتعلم فيها الفتيات الصغيرات أن يصبحن مقبولات اجتماعياً، يتم تعريفهن
على الكعب العالي وأشكال معينة من السلوك ومثل هذا في سن مبكر جداً، كما يتشكلن ليكونن متوافقات مع قواعد
المجتمع؛ حيث يصبحن معتمدات على الرجل تمامًا، هذا هو الحال بالنسبة لأم إسبيرانزا التي تتمتع بمعرفة غير
عادية لديموغرافيا النساء في شارع المانجو لكنها لا تعرف كيفية استخدام مترو الأنفاق، هنا تلاحظ بوركار أن
"الرواية التقليدية لتكوين الشخصية الأنثوية لعبت دورًا مباشرًا في تأييد ودعم عبادة البيت للنساء وصورة المرأة
كملاك في المنزل"،  تستمر المؤلفة في الجدل بأن الرأسمالية تلعب دورًا مباشرًا في استمرار أدوار المرأة في
المجتمع، حيث تستند إلى استباحة المرأة في المنزل حيث يعمل الرجال ويفرض دور "معيل العائلة " "كسب
العيش".
هناك تبعية اقتصادية على بقاء النساء في المنزل ومن خلال هذه الأسس تبدأ إسبيرانزا "حربها الهادئة الخاصة [...]
حيث تترك الطاولة مثل الرجل دون وضع الكرسي مرة أخرى أو التقاط الصحن"، بدلاً من أن تكون خادمة وهي
المرأة التي تعيد الكرسي وتلتقط الصحن، تؤكد بوركار أن الرواية تنتهي بتوجيه اللوم إلى نظام الأبوي لاحتجاز
النساء المكسيكيات الأمريكيات في المنزل، بالنسبة لإسبيرانزا فإن الانضمام إلى الولايات المتحدة (عن طريق
امتلاك "منزلها الخاص") سيمنحها حرية كامرأة، مع ذلك تؤكد بوركار أن هذا التحرر يأتي على حساب تضحية
النساء الأخريات؛ أي النساء اللواتي سبقنها وخاصة والدتها.
العنف الأسري والجنسي
تتكرر حالات العنف الأسرى والجنسي في تسليط الضوء على قضايا المرأة في مجتمع الشيكانو في رواية "البيت
في شارع المانجو"، يؤكد مكراكين أننا نرى امرأة يُغلق عليها باب المنزل من قِبل زوجها وابنة تتعرض للضرب
بوحشية من قبل والدها وانتهاك جسدي تتعرض له إسبيرانزا نفسها من خلال الاغتصاب، كما يلاحظ مكراكين أن
مجموعة من الرجال المصورين في القصص على الجنسية الأنثوية مسيطيرين ويستولون عليها من خلال اعتماد
شكل من أشكال العنف كما لو كان حقاً فطرياً لديهم، تعتبر قصص صديقة إسبيرانزا سالي مثالًا على هذا العنف
الأبوي كما ذكر مكراكين، يتم اضطهاد سالي ويُجبرها على العيش في الخفاء في منزلها ويعنفها والدها، تهرب فيما
بعد من عنف والدها من خلال الزواج حيث تعتمد على رجل آخر وتخضع لسيطرته، كما يحلل مكراكين "محاولات
والدها للسيطرة على جنسيتها تجعل سالي تستبدل سجن الأبوي القمعي بسجن آخر"، يقدم "البيت في شارع المانجو"
لمحة عن البداية الجنسية العنيفة لإسبيرانزا ويصور أيضًا القمع والعنف الأسري الذي يواجهونها نساء الشيكانو
الأخريات، بالإضافة إلى تجربة إسبيرانزا للتعرض للاعتداء الجنسي، "الحالات الأخرى للعنف الذكوري في
المجموعة مثل احتجاز رافائيلا وضرب سالي وتفاصيل حياة مينيرفا الأخرى كشابة متزوجة يعنفها زوجها ويرمي
الحجر عبر النافذة،تشكل هذه السلسلة استمرارية تربط بين الجنس والسلطة الأبوية والعنف".
المراهقة
موضوع المراهقة هو السائد في الكتاب بأكمله بالرغم أنه لم يتم تحديد الجدول الزمني الفعلي للقصة، إلا أنه يبدو أن
الحكاية عن سنوات حاسمة في حياة إسبيرانزا كورديرو في حيها الشيكانو، نراها تتحول من طفلة ساذجة إلى امرأة
مراهقة شابة تكتسب فهمًا واضحًا لـ "عدم المساواة الجنسية والعنف والفروق الاجتماعية الاقتصادية"، غالبًا ما
تواجه إسبيرانزا صراعًا داخليًا بين هويتها كطفلة وظهورها كامرأة واكتشافها للجنسانية خاصةً عندما تشاهد
صديقتها سالي تدخل حديقة القرود لتقبيل الأولاد، نظرت في هذه اللحظة إلى "قدميها في جواربهما البيضاء وحذائها
الدائري القبيح، تبدو الصورة بعيدة لا أشعر أنهما قدمي بعد الآن ولم تعد الحديقة التي كانت مكانًا جيدًا للعب يبدو لي
كذلك أيضاً."
مع بلوغ سن الرشد، تبدأ الشابات في الرواية في استكشاف حدودهم والانخراط في سلوكيات مخاطرة. عندما يُعطى
إسبيرانزا ونيني ولوسي وراشيل أحذية ذات كعوب عالية، يقومن بتجربة المشي مثل النساء. غالبًا ما يراقبون النساء
الأكبر سنًا بمزيج من الدهشة والخوف من مستقبلهم. الاهتمام الذي يولوه الرجال لهم غير مرغوب فيه بالنسبة
لإسبيرانزا، لكن صديقاتها يشعرن بصراع داخلي أكبر لأن الاهتمام من الجنس الآخر يمثل تقديرهم او قيمتهم
الذاتية. إسبيرانزا مختلفة عن صديقاتها؛ فهي ترغب في الانفصال وعيش حياتها بقواعدها الخاصة.
الهوية
تؤكد ماريا إلينا دي فالديس أن "البحث عن تقدير الذات والهوية الحقيقية لإسبيرانزا هو الخيط السري القوي الذي
يجمع النص بشكلٍ راقٍ"، تحدث الصراع الجمالي الذي يحدث في هذا العمل في شارع المانجو، يصبح هذا المكان
وهذا العالم مشتركًا في الصراع الداخلي الذي تشعر به الشخصية، تستخدم الشخصية الرئيسية هذا العالم كمرآة
للنظر بعمق في داخلها؛ حيث تجسد بعبارة دي فالديس "الاحتياجات الأساسية لجميع البشر: الحرية والانتماء"، هنا
يتم رؤية الشخصية وهي تحاول أن توحد نفسها مع الأفكار التي لديها عن العالم من حولها في شارع المانجو.
العلاقة التي تربط البطلة بالمنزل نفسه هي أساس في هذه العملية من اكتشاف الذات، فالمنزل بحد ذاته كائنًا حيًا كما
ذكرت دي فالديس، يثير حي الشخصية معارك الخوف والعداء والقوى المزدوجة ومفهوم الـ "أنا"; مقابل "هم"، تتأثر
الشخصية بتلك القوى وتوجه نموها كشخص.
يلعب المنزل نفسه دوراً مهماً جداً خاصةً في كيفية تفاعل الراوية معه، إنها تدرك تماماً أنها لا تنتمي إلى هذا المكان
وتصف كل شيء بسلبية توضح كل ما ليس هو عليه مقارنة بما هو عليه، من خلال معرفتها بالأماكن التي لا
تتناسب فيها تعرف إلى أين قد تجد مكانًا يناسبها، إنه مشابه لمفهوم النور والظلام، نعلم أن الظلام هو غياب النور
في هذه الحالة تكمن هويتها خارج هذا المنزل على شارع المانجو.
الانتماء
إسبيرانزا كورديرو هي طفلة فقيرة تتمنى أن تجد شعورًا بالانتماء خارج حيها، حيث تشعر بأن "هذا ليس منزلي"
أقول وأهز رأسي كأنني أحاول التخلص من العام الذي عشته هنا فأنا لا أنتمي إلى هنا، أنا لا أرغب أبدًا في أن أأتي
من هنا"، تحاول إسبيرانزا إيجاد هذا الانتماء في العالم الخارجي حيث تراه مكانًا آمنًا يقبلها، تعبّر إسبيرانزا عن
رغبتها في الانتماء من خلال أشياء صغيرة مثل تفضيل اللغة الإنجليزية على الإسبانية التي تستخدم عادة في
مجتمعها أو رغبتها الفعالة في شراء منزل خارج شارع المانجو،بعبارة أخرى يعتمد شعور إسبيرانزا بالانتماء تمامًا
على فصل نفسها عن لغتها الأم الإسبانية ومجتمعها وفي نهاية المطاف عن شارع المانجو.
مارين هي شخصية أخرى يُعتقد أنها تفتقد الانتماء وتنتظر "سيارة تتوقف ليخرج منها شخصًا يغير حياتها" وعلى
الرغم من أنه من المفترض أن تترك شارع المانجو إلا أن الاحتمالية ضئيلة نظرًا لعدم توفر المال والاستقلالية
للمغادرة، ترى إسبيرانزا مارين كشخص قادر فقط على الحنين او الشوق ولكنها غير قادرة على الانتماء حقًا حيث
يتم تصوير احلامها ورغباتها بشكل رومانسي وغير واقعي.
اللغة
تستخدم إسبيرانزا كلمات إسبانية في بعض الأحيان وكما لاحظت ريجينا بيتز "يتكرر الاسبانية-الإنجليزية في
الصفحات التي تقتبس فيها إسبيرانزا من شخصيات أخرى" ولكن "اللغة الإنجليزية هي اللغة الأساسية في رواية
سيسنيروس"، يعتبر هذا علامة وتواصل بيتز أن هويتها "ممزقة" بين "لسانها الإنجليزي [...] وجذورها الإسبانية".
ترى بيتز أن"كل من الكاتبة والشخصية تدّعيان أنهما إنجليزيتان للتزدهر ككاتبات ونساء مستقلات".
علاوة على ذلك يُعتقد أن حواجز اللغة الموجودة في كتاب "المنزل في شارع المانجو" هي رمز للحدود بين الذات
والحرية والفرص الموجودة في بقية أمريكا، بالإضافة إلى ذلك يوجد قيمة معينة تُعطى للتثنية في هذا الكتاب في
حين يُستهزأ ويشفق على الناطقين بالإسبانية.

## الأدب والثقافة الشيكانية
تعتبر رواية "المنزل في شارع المانجو" مثالًا على الأدب الشيكانو وتستكشف تعقيدات ثقافته من خلال إسبيرانزا
كورديرو بطلة هذه الرواية وهي تُظهر ساندرا سيسنيروس أن "المجتمع الشيكانو الأبوي الذي نشأت فيه لن يسمح
لها بالتطور ككاتبة"، تتناول المؤلفة من خلال هذا الكتاب قضية القمع الذي تشعر به العديد من النساء عندما يكبرن
في مجتمعات شيكانو مثل شارع المانجو.

## التعديل
أفادت موقع Deadline Hollywood في 22 يناير 2020 أن رواية "المنزل في شارع المانجو" ستتم تحويلها إلى
مسلسل تلفزيوني من قبل شركة Gaumont Film Company التي سبق لها إنتاج سلسلة Narcos وتستخدم
بشكل كبير اللغة الإسبانية.

## استقبال نقدي
رواية "المنزل في شارع المانجو" التي هي ثاني أعمال سيسنيروس الرئيسية صُدرت وحظيت بتقدير النقاد
وخصوصًا أنها حازت على إشادة من المجتمع الهيسباني بتصويرها الواقعي لتجربة الهيسبانيين في الولايات
المتحدة، كتبت بيب مور كامبل في مراجعة كتابية لصحيفة نيويورك تايمز: "تستند سيسنيروس إلى تراثها الهيسباني
الغني وتأسرنا بأسلوبها الدقيق والجذاب؛ حيث خلقت شخصيات لا يمكننا نسيانها، إنها ليست فقط كاتبة موهوبة بل
كاتبة ضرورية بكل المقاييس" حازت الرواية على جائزة الكتاب الأمريكية من مؤسسة Before Columbus
(1985) وأصبحت قراءتها إلزامية في المناهج المدرسية في العديد من المدارس في الولايات المتحدة.
التحديات ومحاولات الحظر
على الرغم من التقدير العالي الذي حازت عليه رواية "المنزل في شارع المانجو" في مجال الأدب اللاتيني إلا أنها
تلقت أيضًا انتقادات وتعرضت للحظر في عدة مناهج مدرسية، صنفت الجمعية الأمريكية للمكتبات الكتاب كـ "كتاب
متحدي بشكل متكرر يحتوي على محتوى متنوع"، على سبيل المثال في عام 2012 أزالت هيئة تعليمية في سانت
هيلينز بولاية أوريغون الكتاب من منهج المدارس الإعدادية مع التعبير عن "قلق من المسائل الاجتماعية المطروحة
فيه"، ردًا على ذلك اطلقت طالبة سابقة في سانت هيلينز تُدعى كاتي فان وينكل حملة كتابة رسائل على فيسبوك
لإنقاذ رواية "المنزل في شارع المانجو"، نجحت جهودها في"إنقاذ شارع المانجو" وصوتت هيئة التعليم في سانت
هيلينز للحفاظ على رواية "المنزل في شارع المانجو" في منهجها الدراسي.
كانت رواية"المنزل في شارع المانجو" واحدة من أكثر من 80 كتابًا وهي جزءًا من منهج دراسات المكسيكيين
الأمريكيين في منطقة توسون الموحدة للتعليم الأساسي والثانوي قبل أن يتم تفكيك البرنامج بموجب قانون بيت
النواب 2281 في ولاية أريزونا، يحظر هذا القانون "الدروس التي تدعو إلى الإطاحة بالولايات المتحدة وتروج
للكراهية العنصرية أو تؤكد على عرقية الطلاب بدلاً من هويتهم الفردية"، عندما تم إنهاء برنامج دراسات
المكسيكيين الأمريكيين أُزيلت جميع الكتب المرتبطة به بما في ذلك "المنزل في شارع المانجو من منهج المدرسة.
شوهد المتظاهرون في يونيو 2011 لدعم برنامج دراسات المكسيكيه يين الأمريكية في منطقة توسون الموحدة للتعليم
الأساسي والثانوي. أقر قانون جديد صادر عن الدولة نهاية فعلية للبرنامج، معتبرًا أنه يثير الانقسامات.
كاستجابة لذلك قام المعلمون والكتاب والنشطاء بتشكيل قافلة في ربيع عام 2012، تسمى هذه القافلة بمشروع
"ليبروترافيكانتي" وبدأت في الألامو وانتهت في توسون، نظم المشاركون ورش عمل وقاموا بتوزيع الكتب التي
تمت إزالتها من المنهج الدراسي، سافرت سيسنيروس بنفسها مع القافلة حيث قرأت رواية "المنزل على شارع
المانجو" ونظمت ورش عمل حول الأدب الشيكانو، احضرت العديد من نسخ الكتاب معها ووزعتها وناقشة الدلالات
الثيماتية لروايتها بالإضافة إلى التحدث عن العناصر الذاتية في الكتاب.

## تاريخ النشر
تم بيع أكثر من 6 ملايين نسخة من رواية "المنزل في شارع المانجو" وتُرجمت إلى أكثر من 20 لغة، في الذكرى
الخامسة والعشرين لصدورها في عام 2008، تم إعادة طبع رواية شارع المانجو في طبعة خاصة بالذكرى
السنوية.
- عام 1983، الولايات المتحدة، أرتي بوبليكو برس، رقم الإصدار https://en.wikipedia.org/wiki/Special:BookSources/978-0934770200، تاريخ النشر 1983، نسخة بروشور.
- عام 1984، الولايات المتحدة، أرتي بوبليكو برس، رقم الإصدار https://en.wikipedia.org/wiki/Special:BookSources/0-934770-20-4، تاريخ النشر 1 يناير 1984، نسخة بروشور.
- عام 1991، الولايات المتحدة، فينتاج كونتمبوراريز، رقم الإصدار https://en.wikipedia.org/wiki/Special:BookSources/0-679-73477-5، تاريخ النشر 3 أبريل 1991، نسخة بروشور.

تم تضمين مقدمة في الرواية في عام 2009، ويمكن العثور عليها في الطبعة الخاصة بالذكرى الخامسة والعشرين
من الكتاب، رقم الإصدار https://en.wikipedia.org/wiki/Special:BookSources/9780345807199.